# Taça 12 de Novembro 2016
Die Taça 12 de Novembro 2016 war die dritte Austragung des Fußball-Pokalwettbewerbs für osttimoresische Vereinsmannschaften. An der Saison nahmen insgesamt 21 Mannschaften teil. Titelverteidiger war der Aitana FC.
Das Pokalturnier begann am 4. August mit der ersten Runde und endete am 10. September 2016 mit den Finalspiel im Nationalstadion von Osttimor in Dili. Dort gewann AS Ponta Leste mit einem 1:0-Sieg gegen Assalam FC seinen ersten Pokaltitel.

## Teilnehmende Mannschaften
Folgende Mannschaften nahmen am Pokal teil:
| LFA Primeira Divisão die 8 Vereine der Saison 2016                                                            | LFA Segunda Divisão die 13 Vereine der Saison 2016 |
| Sport Laulara e Benfica Karketu Dili FC Porto Taibesse Académica FC AS Ponta Leste Carsae FC DIT FC Aitana FC | Cacusan CF FC Zebra YMCA FC Assalam FC FC Lica-Lica Lemorai Atlético Ultramar FC Café Kablaki FC Santa Cruz Futebol Clube Dili Sporting Clube de Timor Sport Dili e Benfica ADR União de Timor FC Nagardjo |

## Erste Hauptrunde
Die erste Hauptrunde wurde vom 4. bis zum 19. August 2016 ausgetragen. Sport Dili e Benfica bekam in dieser Runde ein Freilos. In der Klammer ist die jeweilige Ligaebene angegeben, in der der Verein in der Saison 2016 spielte.
|                        | Ergebnis              |                                    |
| ---------------------- | --------------------- | ---------------------------------- |
| Aitana FC (I)          | 2:1                   | FC Zebra (II)                      |
| FC Nagardjo (II)       | 0:1                   | Sport Laulara e Benfica (I)        |
| YMCA FC (II)           | 2:0                   | Sporting Clube de Timor (II)       |
| Assalam FC (II)        | 3:1                   | ADR União de Timor (II)            |
| Carsae FC (I)          | 0:1                   | Karketu Dili (I)                   |
| FC Café (II)           | 2:7                   | DIT FC (I)                         |
| Kablaki FC (II)        | 1:1 n. V. (5:4 i. E.) | Santa Cruz Futebol Clube Dili (II) |
| Académica FC (I)       | 3:1                   | FC Lica-Lica Lemorai (II)          |
| FC Porto Taibesse (I)  | 0:3                   | AS Ponta Leste (I)                 |
| Atlético Ultramar (II) | 0:2                   | Cacusan CF (II)                    |

## Zweite Hauptrunde
Die zweite Hauptrunde wurde zwischen dem 20. und dem 27. August 2016 ausgetragen. Cacusan CF bekam in dieser Runde ein Freilos. In der Klammer ist die jeweilige Ligaebene angegeben, in der der Verein in der Saison 2016 spielte.
|                  | Ergebnis |                             |
| ---------------- | -------- | --------------------------- |
| Aitana FC (I)    | 0:1      | Sport Laulara e Benfica (I) |
| YMCA FC (II)     | 0:2      | Assalam FC (II)             |
| Karketu Dili (I) | 3:0      | Sport Dili e Benfica (II)   |
| DIT FC (I)       | 10:10    | Kablaki FC (II)             |
| Académica FC (I) | 0:1      | AS Ponta Leste (I)          |

## Dritte Hauptrunde
Die dritte Hauptrunde fand am 28. August und am 1. September 2016 statt. Der DIT FC und Sport Laulara e Benfica bekamen in dieser Runde ein Freilos. In der Klammer ist die jeweilige Ligaebene angegeben, in der der Verein in der Saison 2016 spielte.
|                    | Ergebnis              |                  |
| ------------------ | --------------------- | ---------------- |
| Assalam FC (II)    | 1:0                   | Karketu Dili (I) |
| AS Ponta Leste (I) | 2:2 n. V. (4:2 i. E.) | Cacusan CF (II)  |

## Halbfinale
Das Halbfinale wurde am 3. und 4. September 2016 ausgetragen. In der Klammer ist die jeweilige Ligaebene angegeben, in der der Verein in der Saison 2016 spielte.
|                             | Ergebnis |                    |
| --------------------------- | -------- | ------------------ |
| Sport Laulara e Benfica (I) | 1:3      | Assalam FC (II)    |
| DIT FC (I)                  | 1:2      | AS Ponta Leste (I) |

## Finale
| Paarung  | Assalam FC – AS Ponta Leste        |
| Ergebnis | 0:1 (0:0)                          |
| Datum    | 10. September 2016                 |
| Stadion  | Nationalstadion von Osttimor, Dili |
| Tore     | 0:1 Silveiro Garcia (60.)          |